# Schodack (New York)

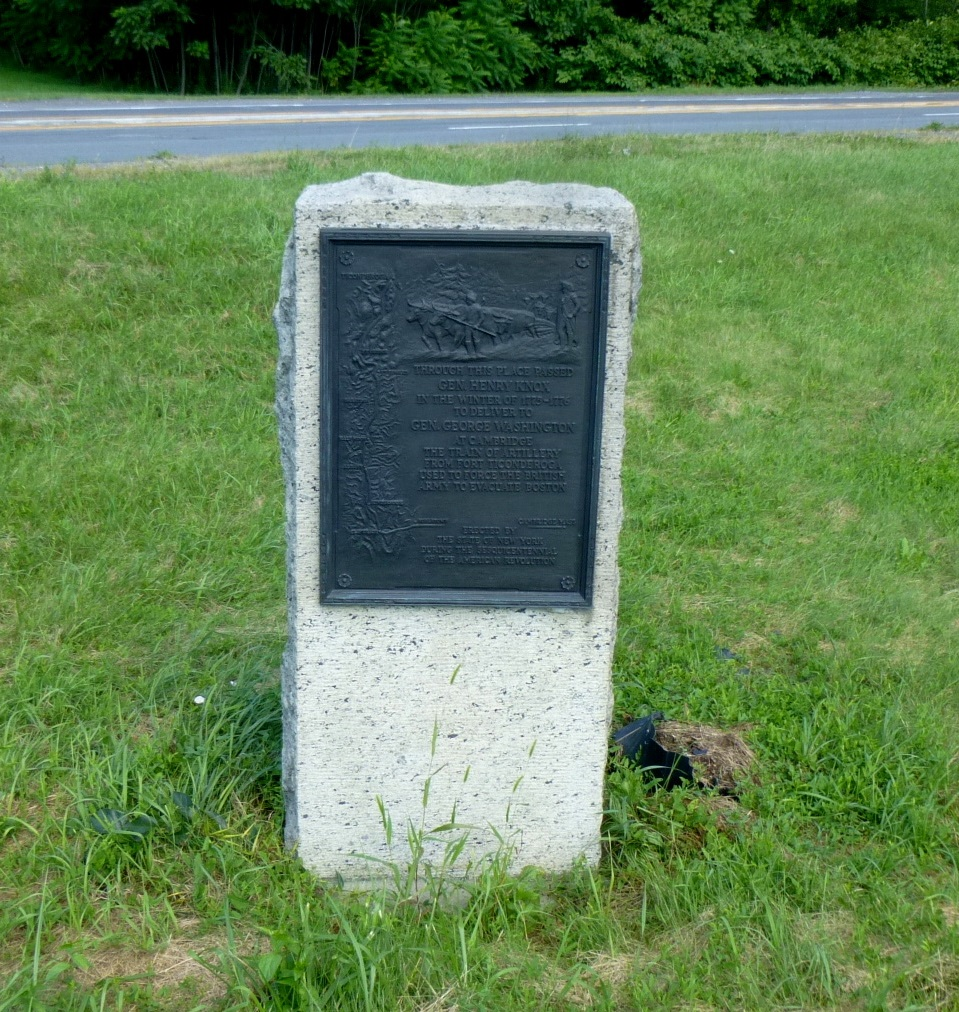
Knox Trail Marker, aufgestellt vom Staat New York anlässlich des zweihundertjährigen Jubiläums der Amerikanischen Revolution.

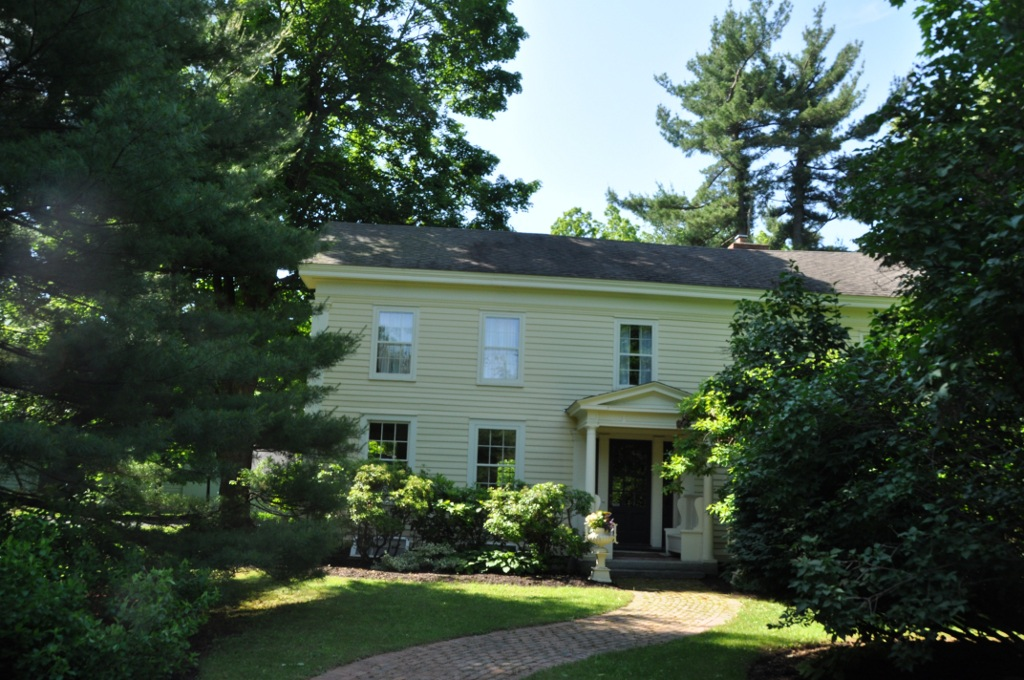
Blink Bonnie (Schodack)

Schodack ist eine Stadt im Rensselaer County, New York, Vereinigte Staaten. Die Einwohnerzahl betrug bei der Volkszählung 2020 12.965. Der Name der Stadt leitet sich vom mahikanischen Wort Escotak ab. Die Stadt liegt im südwestlichen Teil des Countys. Schodack liegt südöstlich von Albany, New York.

## Geschichte
Vor der Ankunft der Holländer war die Region das Herzstück des Mahican-Stammes. Ihr Hauptdorf hieß „Esquatak“, die „Feuerstelle der Nation“, wovon sich der heutige Ortsname ableitet. Der Ort Escotak wurde von Henry Hudson im Jahr 1609 kartiert.
Der Ort wurde 1630 erstmals von Holländern besiedelt und gehörte zum Manor of Rensselaerswyck in der Kolonie Neu-Niederlande. Die Stadt wurde 1795 gegründet, als Rensselaerwyck geteilt wurde. Im Jahr 1896 wurde ein Teil der Stadt abgeteilt, um ein Gebiet für die Städte Nassau und Berlin zu schaffen.
Von 1870 bis 1920 beschäftigte die Eisgewinnung auf dem Hudson River im Winter viele Arbeiter, und im Sommer wurden kleine Crews beschäftigt, um das in Eishäusern gelagerte Eis per Lastkahn zum Verkauf in New York City und südlichen Städte zu transportieren.
Blink Bonnie, Elmbrook Farm, der Muitzes Kill Historic District sowie das Joachim Staats House und die Gerrit Staats Ruin sind Orte in der Stadt Schodack, die in das National Register of Historic Places aufgenommen wurden.

## Geografie
Nach Angaben des United States Census Bureau hat die Stadt eine Gesamtfläche von 165 km², von denen 161 km² Land und 3,6 km² Wasser sind. Gemessen an der Fläche ist sie die drittgrößte Stadt im Rensselaer County.
Die westliche Stadtgrenze ist der Hudson River mit Albany County am gegenüberliegenden Ufer. Die südliche Stadtgrenze ist die Grenze zum Columbia County.
Der New York Thruway Ext, die Interstate 90, die US Route 9 und die US Route 20 führen durch die Stadt.
Im Norden liegt die Stadt East Greenbush, im Süden die Städte Stuyvesant und Kinderhook im Columbia County, im Osten die Stadt Nassau und im Westen die Stadt Coeymans auf der anderen Seite des Hudson River im Albany County.